# José María Riestra y López
José María Riestra López (Pontevedra, 8 de setembre de 1852- 17 de gener de 1923) fou un empresari i polític gallec.

## Trajectòria
Fill de Micaela López Fernández i Francisco Antonio Riestra, a la mort del el 1880 va prendre el relleu en els seus negocis bancaris. Va engrandir el patrimoni del pare convertint-se en l'eix de la vida política i econòmica de la ciutat i també de la província. La seva fortuna estava basada en propietats territorials, la fàbrica de teixits i maons de Caeira (Poio), la banca Riestra l les gestories de cobraments de foros, entre altres negocis. Fou propietari de l'illa d'A Toxa, on hi construí un balneari.
Membre de la facció romanonista del Partido Liberal, fou elegit diputat pel districte d'A Estrada a les eleccions generals espanyoles de 1879, 1881 i 1886 (ocuparà l'escó fins al 1890), cedint després el districte a Antonio Aguilar y Correa. Posteriorment fou elegit senador per Pontevedra (1891-1899) i més tard (1900) nomenat senador vitalici. El 1893 va obtenir el Marquesat de Riestra. El 1895 fou nomenat alcalde de Pontevedra.
Casà amb Mencia Pintos, amb qui va tenir un fill, Fernando Riestra Pintos. Casà en segones noces amb María Calderón Ozores (filla de Vicente Calderón Oreiro), amb la que va tenir set fills: Raimundo, Vicente, Francisco, Santiago, Mª Carmen, José Luis i Ignacio Riestra Calderón. Raimundo i Vicente continuaren la carrera política del pare.
Des del seu pazo a Caeira controlava tota la política provincial. Mostra de la influència del Marquès de Riestra en la vida política de la província de Pontevedra des de finals del segle xix fins als anys 20 del segle xx, i la frase Espanya té 48 províncies, perquè l'altra és del Marquès de Riestra, popular al Madrid oficial de l'època.
Un carrer de Pontevedra porta el seu nom i a l'illa d'A Toxa hi ha un bust en bronze que el recorda.